# Jesse Anderson
Jesse Michael Anderson (3 de mayo de 1957 - 30 de noviembre de 1994) fue un asesino convicto estadounidense que fue asesinado en prisión, junto con el asesino en serie Jeffrey Dahmer, por su compañero de prisión y asesino convicto Christopher Scarver.

## Primeros años
Anderson creció en Alton, Illinois. Cuando Anderson era adolescente, su padre murió de un ataque al corazón y su madre se volvió a casar. Anderson asistió a la Escuela Secundaria de Alton (Alton High School) y se graduó en 1975. En 1984, se graduó en Administración de Empresas en el Elmhusrt College. El 30 de marzo de 1985, se casó con Bárbara E. Lynch en Chicago.
Previo a su arresto por asesinato, los Anderson vivían con sus tres hijos pequeños en Cedarburg, Wisconsin. Anderson era el tesorero del Club de Leones y realizaba trabajos de voluntariado en la Iglesia Católica de la Palabra Divina (Divine Word Catholic Church).

## Asesinato de su esposa
El 21 de abril de 1992, el matrimonio Anderson fue a ver una película y a cenar a un T.G.I. Friday's a las afueras del centro comercial Northridge, en el noroeste de Milwaukee. Después de la cena, Jesse apuñaló cinco veces a Bárbara en la cara y en la cabeza, y luego se apuñaló a sí mismo cuatro veces en el pecho, aunque la mayoría de sus heridas fueron superficiales. Bárbara cayó en coma y murió dos días después debido a sus heridas.
Anderson culpó a dos hombres afroamericanos de atacarles a él y a su esposa, y le entregó a la policía una gorra de baloncesto de Los Angeles Clippers, la cual afirmaba habérsela arrebatado de la cabeza a uno de los atacantes. Cuando se hicieron públicos los detalles del crimen, un estudiante universitario le dijo a la policía que Anderson le había comprado esa gorra unos días antes. Además, según los empleados de una tienda de excedentes militares, el cuchillo de pesca de mango rojo que fue usado en el asesinato de Bárbara le fue vendido a Anderson un par de semanas antes; la policía indicó que esa tienda era la única en Milwaukee que vendía ese tipo de cuchillo. El 29 de abril, Anderson fue acusado del asesinato, y el 13 de agosto, fue declarado culpable y condenado a cadena perpetua sin posibilidad de libertad condicional durante 60 años.

## Muerte
En la mañana del 28 de noviembre de 1994, mientras se encontraba encarcelado en la Institución Correccional de Columbia, Anderson y el asesino en serie Jeffrey Dahmer se quedaron sin vigilancia mientras limpiaban un baño del gimnasio de la prisión junto con otro recluso, Christopher Scarver. Scarver señaló que estaba “asqueado” por un informe periodístico que detallaba los crímenes de Dahmer en contra de personas negras, y previamente había alegado una defensa por demencia en su juicio de 1992, en el que le dijo a un psiquiatra, “Nada de lo que hacen los blancos es justo”. En una publicación de un blog de 2015, Scarver rebatió algunas de dichas declaraciones. Tras un enfrentamiento con Dahmer y Anderson, Scarver tomó una barra de acero del cuarto de pesas, siguió a Dahmer hasta el vestidor y lo golpeó fatalmente en la cabeza. Posteriormente buscó a Anderson y lo aporreó también. Dahmer fue declarado muerto aproximadamente una hora después del ataque; sin embargo, Anderson murió dos días después, cuando los doctores del Hospital de la Universidad de Wisconsin en Madison le retiraron el soporte vital.